# BESM
БЭСМ (BESM) は、1950年代から60年代に作られたソビエト連邦のメインフレームの名称である。この名称は Большая Электронно-Счётная Машина (大規模電子式計算機械)の頭文字から取られている。БЭСМはМЭСМ (MESM)の後継機種である。МЭСМは1機のみ、1948年から1951年にかけて作られた、大陸ヨーロッパの最初期のコンピュータである。БЭСМには6つの形式があった。

## БЭСМ-1
БЭСМ-1は、当初の名称を単にБЭСМといい、またあるいはБЭСМ-АН (科学アカデーミヤのБЭСМ) とも呼ばれた。1952年に完成した。セルゲイ・レベデフが設計し1機のみが作成された。БЭСМ-1はおよそ5000本の真空管を用い、当時ヨーロッパ最速のコンピュータであった。39ビット長の語を用いて浮動小数点数を表現した。32ビットが仮数部、1ビットが符号部、6ビットが符号付指数部であった。これは10−9から1010の数を表現できる。БЭСМ-1は1024語の読み書き可能の磁気コアメモリと、1024語の読み出し専用のダイオードメモリを備えていた。また外部補助記憶装置として、30000語記録可能な磁気テープ装置を4台と、5120語を毎秒800語でアクセス可能な磁気ドラム装置も備えていた。БЭСМ-1は8から10キロフロップスの性能を有していた。消費電力は冷却装置を除き、およそ30kWであった。
БЭСМ-2も真空管式コンピュータであった。
БЭСМ-3およびБЭСМ-4はトランジスタ式のコンピュータで、そのアーキテクチャはM-20およびM-220に似ていた。語長は45ビットであった。БЭСМ-4は30機生産された。
- EPSILONは、文字列やリストの操作を含む高レベルのマクロ言語で、ノヴォシビルスクのアンドレイ・イェルショフ（英語版）によって1967年に作成され、M-220上のALGOL68の実装に用いられた。

## БЭСМ-6
БЭСМ-6はおそらく最もよく知られ、また多くの影響を与えたシリーズで、精密機械・計算機科学研究所で設計された。設計は1966年に完成し、1968年から20年間にわたって生産された。
先行機種と同様、最初のБЭСМ-6もトランジスタ方式であったが、1980年代にエルブルス・スーパーコンピュータの一部として作られたものはIC方式であった。БЭСМ-6の48ビットプロセッサは、10MHzのクロックで動作し、各々、制御と演算に割当てられた2本の命令パイプライン、16語(1語は48ビット)のデータキャッシュを備えていた。パイプラインプロセッサのアーキテクチャを世界で初めて備えたコンピュータであった。このシステムは1メガフロップスの性能を有していた。当時最速のスーパーコンピュータ CDC 6600 は3メガフロップスの性能を有していたが、これは中央演算装置1器と、10器の補助演算装置で出された性能である。
БЭСМ-6のメモリは1語単位でアクセスでき、15ビットのアドレス空間を有していた。最大メモリ空間は32768語(192KB)である。仮想メモリ機構がこれを131072語(768KB)まで拡張していた。
БЭСМ-6は1970年代にはソビエト連邦において様々な計算および制御システムに用いられていた。5E26と呼ばれたシステムは防空ミサイル基地群S-300の制御システムとして用いられた。1975年のアポロ・ソユーズテスト計画においては、БЭСМ-6ベースのシステムがソユーズ衛星の軌道を1分で計算した。アメリカ側では、アポロ衛星の軌道計算に30分を要していた。
БЭСМ-6は合計355機生産され、1987年に生産が終了した。ソビエト連邦のコンピュータとしては初めて長期間にわたって使用された機種であり、開発者コミュニティが存在した。長年にわたり、複数のオペレーティングシステムや、Fortran、Algol、Pascalなどのコンパイラが開発された。
IC方式のБЭСМ-6亜種は、オリジナルのБЭСМ-6の2倍から3倍の性能を有し、エルブルス1К2の名称で1980年代にエルブルス・スーパーコンピュータの一部として生産された。